# Hideki Noda
Hideki Noda (野田 英樹 Noda Hideki?,  Osaka, Japón, 7 de marzo de 1969) es un piloto de automovilismo japonés.
Participó en 3 Grandes Premios de Fórmula 1, debutando en el Gran Premio de Europa de 1994. Reemplazó a Yannick Dalmas en Larrousse.

## Comienzos
Su carrera deportiva se inició en la Fórmula 3 japonesa en 1988. Condujo para el equipo JAX Racing Team en un Reynard 873 con motor Toyota. Con 19 años de edad, logró en su debut una quinta plaza en carrera en Suzuka. Luego participó en 26 carreras de la Fórmula 3000 entre 1992 y 1994, consiguiendo un tercer puesto como mejor resultado.

## Fórmula 1
En la categoría reina disputó apenas tres carreras en el equipo Larrouse sin lograr terminar ninguna. Su mejor actuación fue en Australia donde logró rodar en décima posición pero tuvo que abandonar por problemas en la bomba de combustible. En 1995 se convirtió en piloto probador de Simtek.

## Resultados

### Fórmula 1
(Clave) (negrita indica pole position) (cursiva indica vuelta rápida)

| Año     | Escudería            | 1   | 2   | 3   | 4   | 5   | 6   | 7   | 8   | 9   | 10  | 11  | 12  | 13  | 14      | 15      | 16      | Pos. | Puntos |
| ------- | -------------------- | --- | --- | --- | --- | --- | --- | --- | --- | --- | --- | --- | --- | --- | ------- | ------- | ------- | ---- | ------ |
| 1994    | Tourtel Larrousse F1 | BRA | PAC | SMR | MON | ESP | CAN | FRA | GBR | GER | HUN | BEL | ITA | POR | EUR Ret | JPN Ret | AUS Ret | NC   | 0      |
| Fuente: |                      |     |     |     |     |     |     |     |     |     |     |     |     |     |         |         |         |      |        |